# Sirah (rappeuse)
Sirah, de son vrai nom Sara Elizabeth Mitchell, née le 28 juillet 1988 à New York, dans l'État de New York, est une rappeuse américaine. Elle est principalement connue pour ses collaborations avec Skrillex, comme dans les titres Bangarang, WEEKENDS!! et Kyoto.

## Biographie

### Jeunesse
Mitchell est née à Long Island, New York, dans l'État de New York, fille d'un bluesman et d'une musicienne. Sa jeunesse se constitue de pauvreté et d'alcoolisme. Jeune, elle est appréhendée pour graffiti ; elle arrêtera après s'être faite appréhendée. Elle emménage à Washington D.C. avec son père à l'âge de six ans, mais il meurt d'une overdose et Mitchell finit par retourner à New York. Là-bas, elle est arrêtée à de multiples reprises et envoyée à Los Angeles plutôt que dans un foyer à l'âge de quinze ans. Pendant un temps, elle vit à l'Union Station avant d'acheter et de vivre dans une Jeep Cherokee dans un garage situé à East Los Angeles.

### Carrière
Mitchell se lance dans le chant, puis dans le rap après que sa mère lui ait donnée une mauvaise opinion de sa voix et après avoir écouté l'album Capital Punishment de Big Pun.
Après sa venue à Los Angeles, elle se lance en tournée dans des pays comme l'Allemagne et la Roumanie, dormant à même le sol, et obtenant de l'argent de ses fans. Son premier EP, Clean Windows Dirty Floors, est produit par DJ Hoppa. Son premier LP, Smile You Have Teeth, ne sera jamais publié. Avant cette annonce de publication, le manager de Mitchell lui envoie un contrat dans lequel elle se devait de payer 30 000 $ pour l'enregistrement du LP. Elle décide alors d'abandonner ce projet et de lancer son propre album.
Mitchell fait la rencontre de Skrillex après qu'il l'a contactée par le biais de MySpace, suggérant qu'ils devraient travailler ensemble. De cette collaboration sort la première chanson, WEEKENDS!!!. Mitchell participe aussi à la mixtape, C.U.L.T: Too Young to Die. Elle publie ensuite un autre EP, Inhale.

## Discographie

### Mixtapes
| Titres                      | Détails | Pistes |
| --------------------------- | --- | --- |
| C.U.L.T. Mixtape            | - Date de sortie : 2 mars 2012 - Label : Pulse Recordings - Formats : Téléchargement                        | - Up and Down - My City - Motel Bible - Blew Your Mind - Game On (feat. JT) - Like Me Now - Black Eyes - C.U.L.T. - Love You Down |
| C.U.L.T. (Too Young To Die) | - Date de sortie : 24 septembre 2012 - Label : Pulse Recordings/Atlantic Records - Formats : Téléchargement | - Up and Down - My City - Motel Bible - Blew Your Mind - Like Me Now - Made It - When I'm Gone                                    |

### EPs
| Année | Album                                      | Label                              |
| ----- | ------------------------------------------ | ---------------------------------- |
| 2007  | Clean Windows Dirty Floors (avec DJ Hoppa) | Broken Complex                     |
| 2011  | Trick'd                                    | Non signé                          |
| 2013  | Inhale                                     | Pulse Recordings/ Atlantic Records |

### Singles
| Année | Titre                       | Label          |
| ----- | --------------------------- | -------------- |
| 2011  | God's Grace (with DJ Hoppa) | Broken Complex |

### Apparitions
| Année | Musique                                        | Album                            | Label                                          |
| ----- | ---------------------------------------------- | -------------------------------- | ---------------------------------------------- |
| 2010  | WEEKENDS!!! (Skrillex featuring Sirah)         | Skrillex - My Name Is Skrillex   | Big Beat Records (Filiale de Atlantic Records) |
| 2011  | Kyoto (Skrillex featuring Sirah)               | Skrillex - Bangarang             | Big Beat Records (Filiale de Atlantic Records) |
| 2012  | Bangarang (Skrillex featuring Sirah)           | Skrillex - Bangarang             | Big Beat Records (Filiale de Atlantic Records) |
| 2012  | Survival (Alvin Risk featuring Sirah)          | Infinity                         | Ministry of Sound                              |
| 2013  | Speakerbox (The Juggernaut featuring Sirah)    | TBA                              | TBA                                            |
| 2015  | Memories (KSHMR & Bassjackers featuring Sirah) |                                  | Spinnin' Records                               |
| 2015  | Waitin For You (Demi Lovato featuring Sirah)   | Confident                        | HollyWood Records, Island Records              |
| 2016  | Stop Me (Wiwek featuring Sirah)                | Wiwek - The Free & Rebellious EP | OWSLA                                          |